# Lophopodella stuhlmani
Lophopodella stuhlmani är en mossdjursart som beskrevs av Kraepelin 1914. Lophopodella stuhlmani ingår i släktet Lophopodella och familjen Lophopodidae. Inga underarter finns listade i Catalogue of Life.